# Сиссе, Бубу
Бубу Сиссе (фр. Boubou Cissé; род. 1974) — малийский политик и бывший премьер-министр Мали, а также бывший министр экономики и финансов, промышленности и шахт.

## Ранние годы
Бубу Сиссе получил степень магистра в Университете Оверни и степень доктора экономических наук в Университете Экс-Марселя.

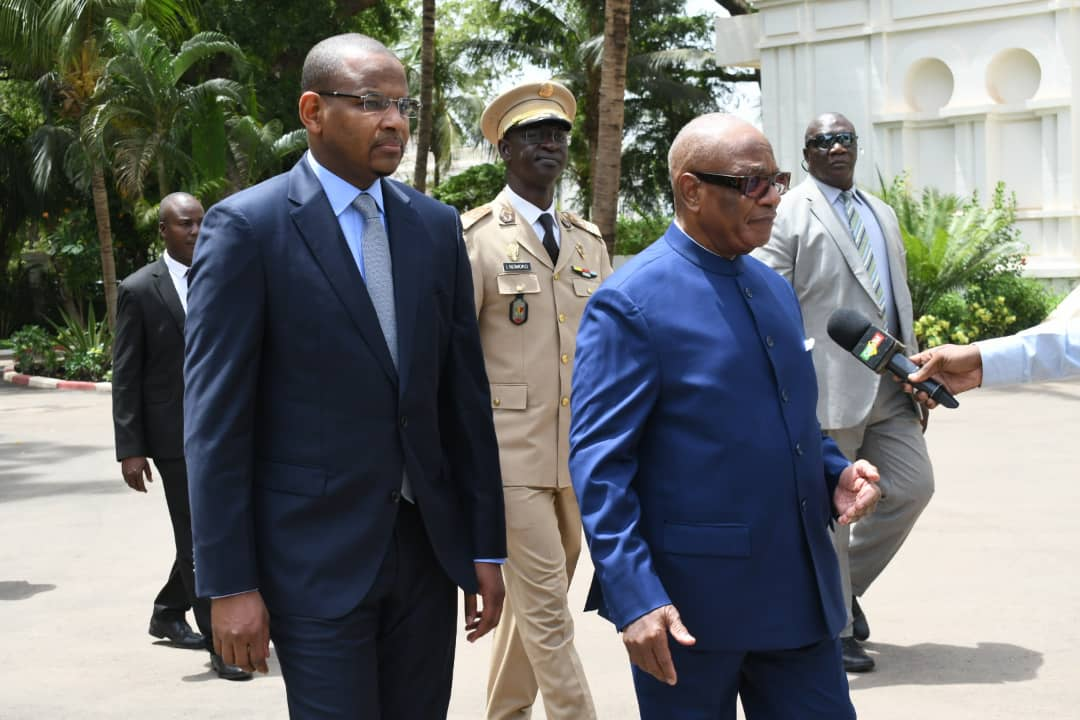
Премьер-министр Бубу Сиссе (слева) и президент Ибрагим Бубакар Кейта в 2019 году.

## Карьера
Сиссе начал свою карьеру в качестве экономиста во Всемирном банке в Вашингтоне (округ Колумбия) в 2005 году. В 2008 году он был назначен главным экономистом и директором проектов в своем отделе развития человеческого потенциала. Позже он работал в Нигерии и Нигере в качестве постоянного представителя во Всемирном банке.
Сиссе был назначен премьер-министром Мали в 2019 году после отставки Сумейлу Бубэйе Маига и его правительства. Он был министром промышленности и шахт в 2013 году, министром шахт в апреле 2014 года и министром экономики и финансов 2016.
Бубу Сиссе посещал начальную школу в Бамако в школе Мамаду Конате, а затем в основной школе Н’Томикоробугу. После начального обучения он учился в Федеративной Республике Германии, а затем в Объединенных Арабских Эмиратах.
Он продолжил обучение в университете во Франции, в Клермон-Ферране, объединив Центр исследований и исследований по международному развитию (ЦЙЙВОМ, Университет Оверни). Он получил степень магистра в области экономики, а затем степень УПБН в области экономики развития. В 2004 году он получил докторскую степень по экономике в Университете Экс-Марсель.
Он начал свою профессиональную карьеру в качестве экономиста во Всемирном банке в 2005 году. В 2008 году он был назначен старшим экономистом и директором проекта в Отделе развития человеческого потенциала. Затем он работает в Нигерии и Нигере в качестве постоянного представителя Всемирного банка.
Бубу Сиссе назначен министром промышленности и рудников Мали в 2013 году и министром рудников в апреле 2014 года. Он является министром экономики и финансов с января 2016 года по 22 апреля 2019 года, дата его назначения в качестве Премьер-министра Мали.

### Второе правительство и свержение
В июне 2020 года Бубу Сиссе был повторно назначен премьер-министром и ему было поручено сформировать новое правительство, несмотря на народный протест с требованием отставки президента Ибрагима Бубакара Кейты5. 27 июля было сформировано ограниченное правительство.
18 августа 2020 года во время переворота Ибрагим Бубакар Кейта и Бубу Сиссе были арестованы военным гарнизоном, как и другие высокопоставленные политические деятели. Несколькими часами позже президент республики, все еще находящийся под стражей армией в военном лагере, объявляет о своей отставке, а также о роспуске правительства и парламента, фактически прекращая выполнение функций премьер-министра Бубу Сиссе..
19 августа 2020 года Сиссе вместе с президентом Ибрагимом Бубакаром Кейтой был смещён со своей должности в результате мятежа в Мали.

## Награды
- Национальный орден Мали[12] (2020)